# Ermanno Aebi
Pour les articles homonymes, voir Aebi.
Ermanno Aebi (né le 22 novembre 1892 à Milan et mort le 22 novembre 1976 dans sa ville natale) est un footballeur international italien évoluant au poste de milieu de terrain et d'attaquant, reconverti en arbitre après sa carrière de joueur.
Il a un fils, Giorgio Aebi, footballeur professionnel également, joueur de la Sampdoria de Gênes.

## Biographie

### Carrière en club
Né d'un père suisse et d'une mère italienne, formé au sport à l'université de Neuchâtel, le président du tout jeune club de l'Inter Milan Giovanni Paramithiotti le convainc de rejoindre son équipe, à qui il restera fidèle toute sa carrière.
Son premier match, le 10 avril 1910, se conclut par une victoire 7-2 contre le Torino. Aebi contribue à la victoire du premier Scudetto en 1910, grâce à son jeu de tête exploité sur les corners. Dix ans plus tard, toujours aussi décisif avec 19 buts en 21 matchs, il garnit son palmarès d'un deuxième titre de champion d'Italie.

### Carrière en sélection
Aebi est sélectionné en équipe nationale en 1920. Il dispute son premier match contre la France au Vélodrome de Milan, match remporté 9 buts à 4, en inscrivant un triplé. Le 28 mars de la même année, à Berne, il joue son second et dernier match international contre la Suisse (victoire 3-0).

### Après-carrière
Après sa retraite de joueur, il reste sur les terrains de football et officie comme arbitre.

## Palmarès
Inter
- Championnat d'Italie (2) :
  - Champion : 1909-10 et 1919-20[2].